# アイスランドホットスポット
アイスランドホットスポット（英: Iceland hotspot）とは、現在のアイスランドの地下に位置するホットスポットである。アイスランドホットスポットが存在していることが、アイスランド本島が形成された要因の1つとなっている。なお、大西洋中央海嶺と重複したホットスポットは幾つも知られているが、このアイスランドホットスポットもそのようなホットスポットの1つに数えられている。ただし、アイスランドホットスポットには、まだ不明な点も残っている。

## アイスランドとアイスランドホットスポットの関係
アイスランドは、現在の地球上で火山活動が非常に活発な地域として知られている。事実、アイスランドにはたくさんの火山が存在する。これらの理由として、アイスランドが大西洋中央海嶺に跨るように位置していることが挙げられる。現在のアイスランド付近の大西洋中央海嶺は、ユーラシアプレートと北アメリカプレートとが生成されて、海嶺（海の山脈）の左右に分かれてゆく場所である。プレートが分かれて開いた隙間に、地下から溶岩が供給されてくるために、ここでの火山活動が活発なのである。しかしながら、海嶺の大部分は、その山頂であっても海面下に存在することが普通である。したがって、アイスランドが海面上にまで顔を出している（この部分の標高が異常に高い）ことを説明するためには、この場所が海嶺だということだけでは不足である。この場所で大西洋中央海嶺が海面上にまで顔を出すことができた理由として、この場所にホットスポットが存在しているとすれば説明がつく。これがアイスランドホットスポットと呼ばれるホットスポットである。
玄武岩質の溶岩を噴出するのは、ホットスポットでの噴火の特徴の1つである。アイスランドの火山も玄武岩質の溶岩を噴出してきた。ヒトが記録した（目撃した）範囲では、ここからの玄武岩質の溶岩の噴出量は際立っている。記録が残っている噴火の中で世界最大規模の玄武岩質の溶岩を噴出したのはアイスランドにある火山の1つカトラ火山の984年の噴火であり、第2位もアイスランドにある火山の1つラキ火山の1783年の噴火である。
ホットスポットは、一般的に地殻を突き破りその下のマントルからマグマが湧昇してくる場所と説明される。アイスランドの下にあるマントルは、何らかの理由で周辺のマントルよりも温度が高く、そして何らかの理由で周辺のマントルよりも水分を多く含んでいると考えられている。水を含むと、岩石が溶融してマグマとなる温度が低下する（より低い温度で岩石が融解する）ことが知られている。このことが、アイスランドがプレートが分かれてゆく場所であることと共に、アイスランドでの火山活動をより激しくする役割を果たしていると言われている。

## アイスランドホットスポットの成因
アイスランドホットスポットの成因が、果たして地下深くのマントルプルーム（ホットプルーム）にあるのか、それとも、もっと地下の浅い場所にあるのかについては、2005年現在、研究者達の間で議論が交わされており、確定していない。
ホットプルームを成因とする考え方
アイスランドの地下のマントルにはホットプルームが存在すると信じられている。そしてアイスランドホットスポットは、そのホットプルームが地表付近に現れたものであるという考え方が存在する。
ホットプルームが直接の成因ではないかもしれないとする考え方
調査の結果、アイスランドの下のマントルは、周辺のマントルと比べて、たったの100℃、場合によっては50℃程度だけ温度が高いに過ぎないことが示唆されている。この程度の温度差では、マントルの中を湧昇してくるだけの浮力を得られないかもしれない可能性が指摘されている。そうであるならば、もっと地下の浅い場所にアイスランドホットスポットの成因があるのだろうという考え方が存在する。

## 他のホットスポットとの比較
ホットスポットは地球上に幾つも点在しており、例えばハワイの下に存在するホットスポットは有名である。このアイスランドホットスポットは、ハワイなどの他のホットスポットと、そのマグマの供給源が果たして同じなのかどうか、一部の地質学者は疑問を持っている。と言うのも、ハワイのホットスポットは断続的にマグマを吹き上げて直上に火山島を形成し、ハワイのホットスポットでの火山活動の痕跡として、太平洋プレートの移動に伴い列島（ハワイ諸島）や海山列（天皇海山列）を形成してきた。これに対して、このアイスランドホットスポットでの火山活動の痕跡に当る、列島や海山の列を見い出すことができないという違いが存在する。
ただし、これについてはアイスランド島内とその付近に存在する山の列が、ハワイのホットスポットで見られるような長大な列島や海山の列に相当するのではないかという仮説も存在する。すなわち、アイスランドはユーラシアプレートと北アメリカプレートとが生成されて、左右に分かれてゆく場所であるわけだが、グリムスヴォトンを起点としてスルツェイ島がユーラシアプレートの移動に伴って形成された山の列であり、同じくグリムスヴォトンを起点としてスナイフェルス半島が北アメリカプレートの移動に伴って形成された山の列だという考え方である。また、この仮説と関連して、アイスランドホットスポットが、分厚い地殻（グリーンランドクラトン）と隣接している関係で、列島や海山の列を作ることができるほど長い時間活動していないため、列島や海山の列を見い出すことができないのではないかという仮説も存在する。